# Wolfgang Eisenmenger
Wolfgang Eisenmenger (n. 11 februarie 1930) a fost un fizician german cu contribuții privind undele capilare.